# Олександрівський парк
Олекса́ндрівський па́рк — пам'ятка садово-паркового мистецтва місцевого значення Рішенням Вінницького облвиконкому № 441 від 30 липня 1969 р.

## Місцезнаходження
Розташований за 15 км від районного центру Томашполя на в'їзді до с. Благодатного Томашпільського району на Вінниччині. Об'єкт перебуває на землях Олександрівської сільської ради. Його площа становить 11,3 га.
|                                                                        | Олександровський парк має велике природоохоронне та історико-культурне значення для всього Томашпільського району. Він символізує неподільність природної та культурної спадщини і є місцем формування генофонду флори і фауни лісопаркового типу, а також вищих водних рослин та навколоводної і водно-болотної орнітофауни. Парк забезпечує виконання декількох взаємопов’язаних функцій: природоохоронної, рекреаційної та господарської. Він належить до небагатьох паркових співтовариств, які переживають своє відродження. |
| — Волошенюк Іван Степанович, «Престижні рекреації «Вінницяоблагролісу» | |

## Історія
Заснований в кінці ХІХ ст. в межах садиби графині Ганни Павлівни Бенет, паризької аристократки, яка прожила 103 роки і померла у 1916 р. Існує місцева легенда про мандрівника, який наймався до графині на роботу і розказав їй про красу подільської землі у Благодатному. Пані на власні очі пересвідчилася в істинності цих слів і купила навколишні землі під садибу, згодом побудувавши тут кришталевий палац, насадивши парк і фруктовий сад, створивши каскад з трьох водойм з дерев'яним, мармуровим та скляним дном відповідно.
Щоліта вона відвідувала свій маєток на Поділлі і піклувалась про садибу з парком, для закладення якого запросила садівника-дендролога з Англії. Парк створювався на місці природної діброви в оточенні полів і лугів, відтак основою паркових композицій був природний лісостеповий ландшафт. Гармонійно поєднувались парк, водойми і споруди садиби. Зростали 80 видів листяних і шпилькових порід, у тому числі екзотів. У вирах воєн та революцій ХХ ст. не збереглись споруди садиби, парк занепав. У 1968 р., за переказами, навіть хтось з нащадків графині цікавився про його долю. На час визначення у 1969 р. пам'яткою садово-паркового мистецтва парк був захаращений, втрачено частину колекції. Відродження об'єкту почалось у 2005 р. з переданням у користування установі «Вінницяоблагроліс». Її тодішній керівник Вдовцов Михайло Леонтійович виступив ініціатором створення на базі парку рекреаційної зони. Розчищені старі і прокладені нові алеї і доріжки, у т . ч. нова алея з туй, влаштовано звіринець з дикими свинями та страусами, відновлено пасіку на 75 вуликів, яка існувала за радгоспних часів, під керівництвом досвідченого фахівця лісництва на Поділлі Поліщука А. М. закладено розсадник, поновлено ставочки і завезені до них чорні та білі лебеді, поставлені лавиці, бесідки, альтанки, мангали і кухоньки, збудовано хату-колибу, а напівруїну будинку управляючого колишнім панським маєтком перетворено на мотель.
У 2007 р. за підсумками обласного конкурсу «Сім чудес Вінниччини», Олександрівський парк в с. Благодатному визнано одним з 21 переможців у номінації «Перлини Вінниччини».
Одначе, на початку 10-х років ц. ст. інвестора втрачено і об'єкт знову почав занепадати.

## Опис

### Парк
Відзначається філігранним добором деревно-чагарникових порід із місцевих та екзотичних видів, вдалою розбивкою з урахуванням особливостей рельєфу, ґрунтових та кліматичних умов. Саме тому температура в парку влітку на 7-8 градусів нижча, ніж навколо, а взимку навпаки — вище навколишньої.
Є фруктовий сад з фрагментами старих насаджень. З огляду на те, що парк побудовано в регулярно-ландшафтному стилі, це дало можливість максимально використати плакорні та ерозійно-долинні елементи рельєфу. Вододільна поверхня вмістила в себе декоративні композиції із біогруп дерев і кущів, поодинокі скульптури, дерев'яні колоди-лавки, квітники. Схилові ділянки вкриті пологом, здебільшого типових для широколистяних лісів, дерев та кущів. Днище балки перетворено на каскад взаємопов'язаних водойм. Усі частини парку пов'язують між собою ще графських часів алеї каштанів та лип, а також сучасна алея туї, що забезпечує її цілісність та сприйняття як єдиної композиції. Ще на початку закладання у графському парку було представлено 80 видів листяних і шпилькових порід. Нині їх 73.

#### Культурфітоценоз
Представлений найчастіше розрідженими одно- і багатостовбурними деревами та біогрупами, які досягають різної висоти 25-30 м і діаметра 27-52 см. Серед них: софора японська, каштан їстівний, дуб болотяний і пірамідальний, бундук канадський, бук європейський. Вічнозелені види доповнює сосна чорна і австрійська, модрина європейська і сибірська, ялина звичайна, ялиця біла (смерека), ялівець звичайний. Ліани, жимолость-каліфоль, кизил лук'янівський і елегантний. Деревостан, крім інтродукованих порід, значною мірою формують місцеві види широколистяних порід: дуб черешчатий і червоний, липа (європейська, широко- і вузьколиста), ясен звичайний і плакучий, клен (гостролистий, польовий, ясенолистий), горіх чорний.
Чагарникові породи представлені глодом махровим та чотирикісточковим, калиною бульденеж, сніжною ягодою, жасмином.

#### Фауна
На очі трапляються дятел, синиця, сойка, зозуля, дрозди, вівчарик зелений, малинівка, соловейко (до 20 птахів), коноплянка, шпак звичайний, горлиця, голуб, грак, галка, жайворонок лісовий, шуліка чорний та ін. З боку села часто прилітають горобці (хатній та польовий), ластівка сільська 
ЇЇ.

### Водойми
Є три ставки із системою гребель. Їх наповнюють ґрунтові води балки і джерела, що виходять на поверхню у пониззі верхів'я балки. Одне з них живить криницю, інші — струмок Парковий, який наповнює котловини ставків. Колодязь оздоблений кам'яною кладкою з цямриною і покритий верхом. Поблизу джерел росте Вікова верба. Її стовбур сягає 10 м в обхваті. Вона, за переказами, свого часу була одним з межових знаків між суміжними угіддями колишніх тутешніх власників.
Кожна з паркових водойм складається з двох частин — домінуючої чистої водної поверхні та ярусами заростаючої ділянки. Прибережний ярус — з таких рослин, як: катаброза водяна, китник рівний (лисохвіст), лепешняк (плакучий і великий), осока (дерниста, шершава та ін.), плакун верболистий, ситник членистий, стрілолист стрілолистий, сусак зонтичний, частуха подорожникова. За ними — стіна до 3-4 м із комишу лісового, очерету звичайного, рогозу (вузьколистого і широколистого). Подекуди кущі верболозу. Глибше за ними на вільних ділянках поверхні — гірчак земноводний, жабурник звичайний, рдесник плаваючий, глечики жовті. Поруч у зануреному у воду вигляді — елодея канадська, кушнір занурений, ряска.
На мулистому дні — прісноводні молюски: кулька рогова та жабурниця (беззубка звичайна). На мілководді — гіллястовусі ракоподібні: дафнії, циклопи, а серед водних заростів — павук-сріблянка. У заростях рогозу селяться бабки (стрілки, красуня тощо), комари-піскуни, жуки-плавунці.
Штучно зроблені домівки-годівниці для лебедів, гусей та качок. Узбережжя вподобали вуж звичайний, ящірка прудка. Із земноводних — жаба (ставкова та озерна), ропуха очеретяна. Представники лісової фауни — їжак звичайний, борсук, куниця лісова, тхір лісовий, дикі свині (кабани). З фауни водно-болотного комплексу — очеретянка, куріпка. Часом спостерігаються дикі качки (крижні, чирки).

## Галерея
|                                 |
| Схема розміщення об’єктів парку |

|              |
| Паркові алеї |

|                 |
| Водойма у парку |

|           |
| Розсадник |

|                            |
| Готель в рекреаційній зоні |